# Muzeum Šumavy Železná Ruda
Muzeum Šumavy v Železné Rudě je součástí většího komplexu Muzea Šumavy se sídlem v Sušici. Muzeum je zaměřeno na regionální historii, zejména sklářství na Šumavě. Je umístěno v historické budově z roku 1877, kterou nechal vystavět Jiří Kryštof Mikuláš Abele. Základ expozice pochází z dochovaných sbírek sklářské rodiny Abelů.

## Historie

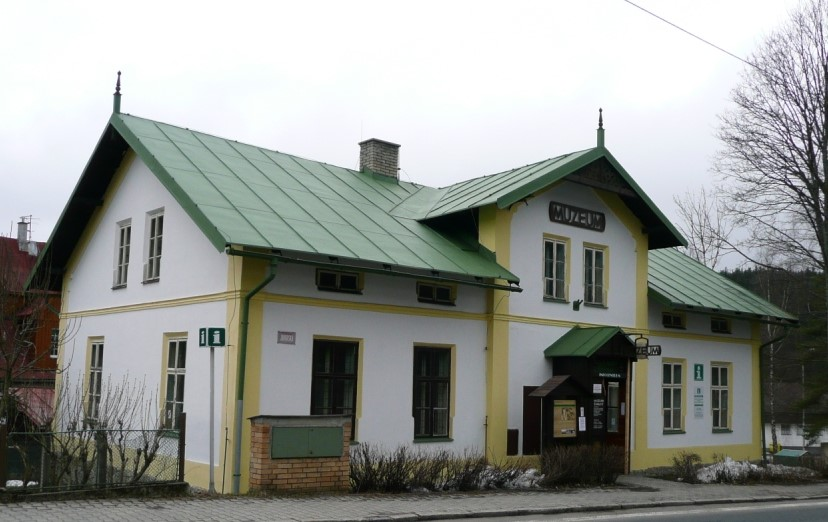

Muzeum vzniklo 1. května 1936 a neslo název Královácké vlastenecké muzeum v městě Železná Ruda. Bylo umístěno v č.p. 39 v dnešní Sklářské ulici. Hlavním iniciátorem vzniku muzea byl dnes již zapomenutý spisovatel, básník a sběratel šumavského folklóru Alois Hilgart, který vytvořil koncepci muzea. O sbírky muzea se starala učitelka slečna Tatzlová, která v roce 1942 zorganizovala přestěhování sbírek do současné muzejní budovy. Muzeum v Železné Rudě vycházelo ze spolkového základu. Muzejní spolek „Královácké a vlastenecké muzeum v Městě Železná Ruda“ ve svých stanovách z roku 1937 uvádí jako základní cíle muzea spravování a vedení muzea, sběr odborných knih a statí, obrazů a průmyslových výrobků, vydávání odborných knih, pořádání výstav a vědeckých přednášek, zpřístupnění expozice spolkové sbírky, a také vědecké průzkumy v různých oborech. Od roku 1961 bylo muzeum společně s muzeem v Kašperských Horách přičleněno k mateřské centrále Muzea Šumavy v Sušici.

## Expozice

#### Sklářství
Expozice se nachází v 1. patře budovy a je zaměřena na sklo z období 19/20. století. Exponáty pocházejí převážně z majetku rodiny Abele. Mezi nejzajímavější exponáty patří číšky z broušeného čirého skla zdobené lazurami a řezáním, které nesou monogram rodiny Abelů, nápojové soupravy z broušeného křišťálu a modrého skla, pamětní pohár z roku 1877 nebo benátské zrcadlo s vyobrazením Sv. Kateřiny Alexandrijské z konce 18. století umístěné mezi okny. U dveří je možno zhlédnout první zrcadlo vyrobené ve sklárně v Ludwigsthalu v roce 1828.

#### Rodina Abele
Část expozice nabízí návštěvníkům vhled do měšťanského domu z 19. století. Kromě unikátních obrazů na skle se zrcadlovým pozadím je zde možno zhlédnout rodinné portréty známého sklářského rodu Abele. Abelové byli původně šlechtickým rodem pocházejícím z Francie. Jeho příslušníci se řadili k protestantům a přívržencům hugenotů. Po zrušení ediktu nanteského se rodina přestěhovala do Virtemberska a posléze do Čech. V roce 1740 se Abelové usadili v Míšově u Spáleného Poříčí, kde založili první sklárnu. Poté, co sklárna vyhořela, přesídlili na Šumavu do České Hůrky. Zde založili několik hutí, které se specializovaly zejména na výrobu zrcadel. Vyráběly také tabulové sklo, křišťál, sklo barevné, mléčné sklo a skleněné poklopy. Abelové své výrobky vyváželi do celého světa a zakrátko se stali zámožným rodem. Z jejich krve pochází také známý šumavský spisovatel Karel Klostermann, jehož matka Charlotta Hauerová patřila do rodu Abele. V roce 1845 došlo k rozpadu majetku Abelů, čímž výrazně utrpělo šumavské sklářství. Po této události se již členové rodu věnují jiným povoláním. Mezi poslední členy rodu patří Ferdinand Abele a jeho syn Rudolf. Ti se v roce 1869 usadili v Železné Rudě, kde se aktivně zapojili do veřejného života. V letech 1898–1902 působil Ferdinand Abele jako starosta Železné Rudy. Jeho syn Rudolf byl fregatním kapitánem. Po první světové válce se usadil v Abelovské vile a díky svým diplomatickým schopnostem se zapojil do veřejného života stejně jako jeho otec. Ke konci druhé světové války zabránil krveprolití, když se mu podařilo přesvědčit zdejší oddíly SS, aby neútočily na americkou armádu blížící se od Hojsovy Stráže a raději se stáhly do Železné Rudy. Rudolf Abele věnoval vilu Československému státu v roce 1946. Sám pak žil u své sestry v Mnichově, kde v únoru 1956 zemřel.

#### Umrlčí prkna
Šumavskou raritou jsou umrlčí prkna. Jedná se o svérázný zvyk obyvatel staré Šumavy. Na umrlčí prkna byli pokládání nebožtíci čekající na pohřeb. Po pohřbu bylo prkno opatřeno pamětním nápisem, nebo řezbou a vystaveno v kapli, na křižovatce cest u Božích muk, nebo na cestě ke hřbitovu.

#### Hamernictví
Nejstarší dochovaná zpráva pochází z roku 1525 a připomíná hamerníka Adama, který v tomto místě obnovil výrobu železa. Expozice návštěvníky provází technickým složením starých hamrů, které zde kdysi stály. Intenzivní výroba železa probíhala v oblasti Železné Rudy zhruba jedno století. Poté, co byly vyčerpány zásoby rudy, se od hamernictví upustilo.

## Závěr
Muzeum je otevřeno celoročně s výjimkou dubna a listopadu.